# Diémoz
Diémoz é uma comuna francesa na região administrativa de Auvérnia-Ródano-Alpes, no departamento de Isère. Estende-se por uma área de 13,72 km². Em 2010 a comuna tinha 2 784 habitantes (densidade: 202,9 hab./km²).